# Обоянский уезд
Обоя́нский уе́зд — административно-территориальная единица Русского царства, Российской империи и РСФСР. Уезд входил в состав Белгородской губернии (1727—1779), Курского наместничества (1779—1796) и Курской губернии (1796—1928). Уездным центром был город Обоянь.

## История
Обоянский уезд был создан в 1649 году, будучи составлен из частей Путивльского, Курского, Рыльского и Белгородского уездов. В XVII — начале XVIII веков Обоянский уезд управлялся воеводами. В 1672 году в Обоянском уезде проживал 1251 служилый человек. В 1719 году мужское однодворческое население уезда превышало 16,2 тыс. чел..
Обоянский уезд был упразднён как административно-территориальная единица в 1708 году в ходе областной реформы Петра I, Обоянь вошла в состав Киевской губернии.
В 1719 году губернии были разделены на провинции, Обоянcкий уезд вошел в Белгородскую провинцию.
В 1727 году из состава Киевской губернии была выделена Белгородская губерния, состоящая из Белгородской, Орловской и Севской провинций. Обоянский уезд был восстановлен в составе Белгородской провинции Белгородской губернии.
В 1779 году в результате губернской реформы Екатерины II Белгородская губерния была упразднена. Обоянский уезд, границы которого были пересмотрены, вошёл в состав Курского наместничества.
В 1796 году Курское наместничество было преобразовано в Курскую губернию. Уезды были укрупнены. К Обоянскому уезду была присоединена бо́льшая часть территории упразднённого Богатенского уезда (включая город Богатый), а также часть территории Белгородского уезда.
В 1802 году в связи с разукрупнением административно-территориальных единиц границы Обоянского уезда были пересмотрены.
C 1802 по 1924 год границы Обоянского уезда существовали без значительных изменений.
В период между 1918 и 1924 годами многократно пересматривался состав и названия входивших в уезд волостей и сельсоветов.
По постановлению Президиума ВЦИК от 12 мая 1924 года Обоянский уезд был упразднён, а его территория разделена между Курским, Белгородским и новообразованным Борисовским уездом. Город Обоянь вошёл в состав Курского уезда.
В 1928 году, после ликвидации Курской губернии и перехода на областное, окружное и районное деление, был создан Обоянский район, вошедший в Курский округ Центрально-Чернозёмной области.

## Административно-территориальное деление
В XVII веке Обоянский уезд разделялся на 5 станов — Рудавский, Солотинский, Каменский, Залесский и Воробженский. К 1719 году число станов уезда возросло до 7 — к ним добавились Зоринский и Реутский. В 1890 году в состав уезда входило 11 волостей:
| № п/п | Волость       | Волостное правление | Число селений | Население |
| ----- | ------------- | ------------------- | ------------- | --------- |
| 1     | Бобрышевская  | с. Троицкое         | 14            | 15828     |
| 2     | Долженская    | д. Долженково       | 16            | 14593     |
| 3     | Казацкая      | сл. Казацкая        | 21            | 20271     |
| 4     | Кочетовская   | с. Кочетовка        | 15            | 14061     |
| 5     | Краснянская   | с. Красное          | 21            | 12037     |
| 6     | Курасовская   | с. Курасовка        | 14            | 10967     |
| 7     | Медвенская    | сл. Медвенская      | 19            | 15173     |
| 8     | Ольшанская    | с. Ольшанка         | 21            | 16325     |
| 9     | Павловская    | сл. Павловка        | 12            | 13249     |
| 10    | Пенская       | сл. Пена            | 18            | 17321     |
| 11    | Рыбно-Будская | с. Рыбинские Буды   | 24            | 13678     |

К 1917 году волостное деление Обоянского уезда не изменилось. К 1921 году число волостей в уезде выросло до 14 за счёт образования новых: Богатинской, Долгобудовской и Вышне-Реутчанской. Кочетовская волость была переименована в Сухо-Солотинскую.

## Известные уроженцы
- Воробьёв, Константин Дмитриевич — русский писатель.